# Trissino
Trissino är en ort och kommun i provinsen Vicenza i regionen Veneto i Italien. Kommunen hade 8 749 invånare (2018).